# Святилище

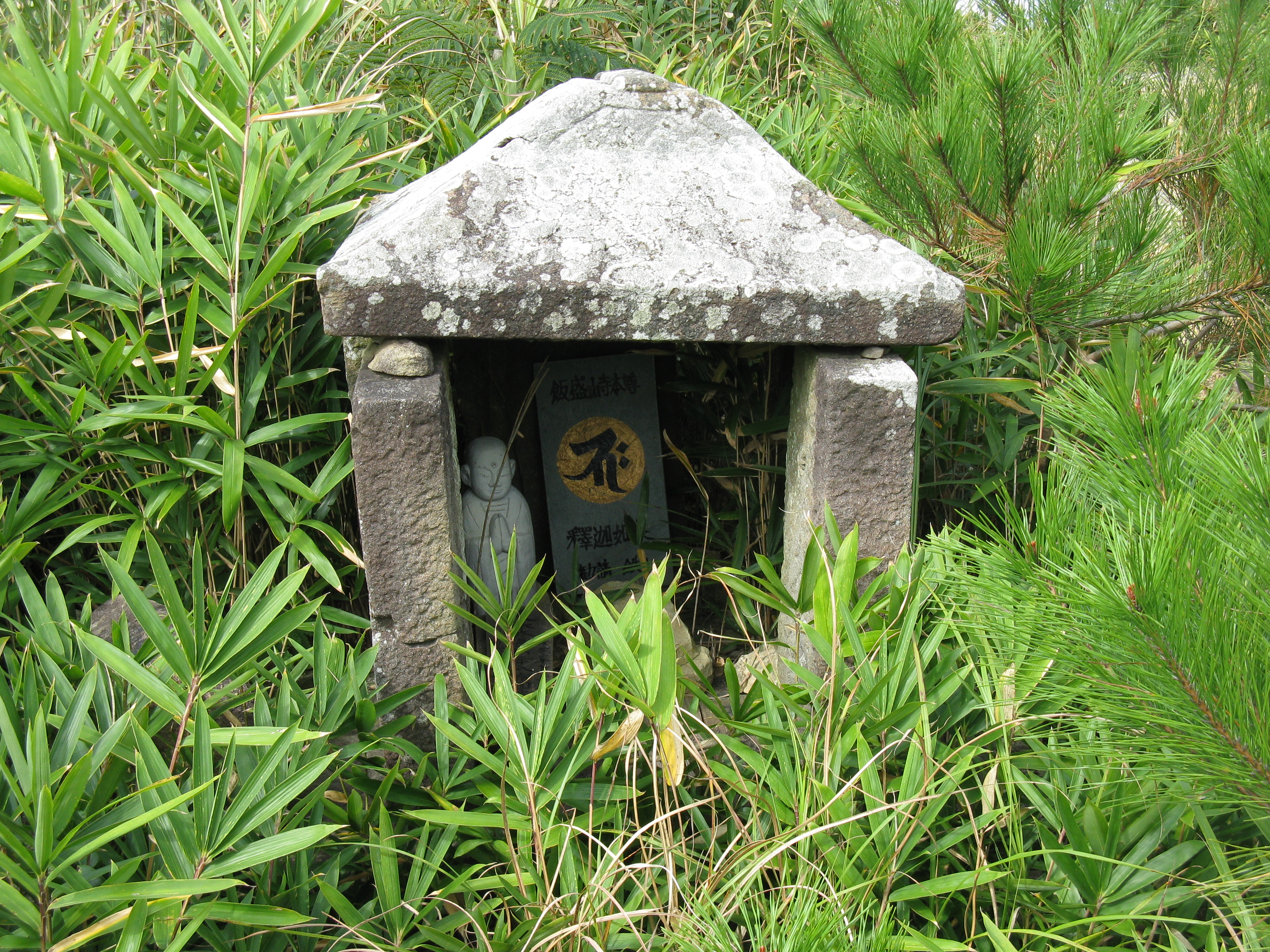
Гірське святилище в Осаці, Японія.

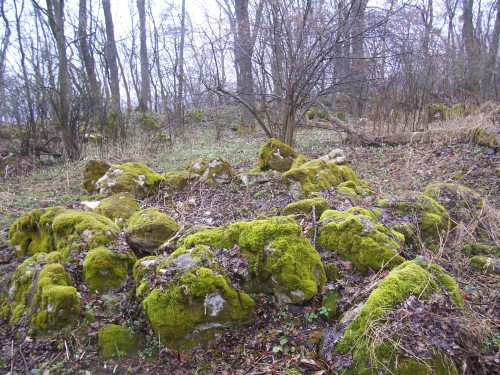
Жертовник на горі Богит, Україна.

Святи́лище, святи́ня або санктуарій (лат. Sanctuarium) — культова споруда, священне місце, де знаходиться об'єкт поклоніння.

## За країною

### Україна
Відомості про святилища подають писемні джерела (літописи, християнська полемічна література), матеріали археології, етнографії, топонімії, фольклору. Первісними місцями справляння культу в праслов'ян, як і в інших давніх народів, були природні об'єкти: гора, скеля чи камінь, водойма, гай чи окреме дерево. Із розвитком язичництва ці природні об'єкти ввійшли до культового комплексу, який також включав: майданчики і ями для жертвоприношень, ритуальні вали і рови, дерев'яних або кам'яних ідолів. Однак культ окремих особливо примітних природних об'єктів (домінуючих на місцевості вершин, каменів незвичної форми, джерел чи криниць із «цілющою» водою) почасти зберігся до нашого часу. Приклад С. — літописне капище з ідолами Перуна, Хорса, Дажбога, Стрибога та ін. богів, яких встановив у Києві під час свого княжіння Володимир Великий, Значний язичницький культовий комплекс відкрито у 1984 археологами на р. Збруч (Тернопільська область).
Характерними рисами Святилища були:
- розташування на узвишші, яке домінує на місцевості;
- наявність спеціально облаштованого майданчика для обрядів (переважно круглої форми), оточеного одним чи кількома ритуальними валами, інколи й ровами — сакральною мережею Святилища;
- широке застосування каменю та кам'яних вимощувань;
- наявність ям, рідше ритуального колодязя, зі слідами пожертв, п'єдесталу або ін. виділеного місця для ідола;
- відсутність звичної житлової або господарської забудови.

Часто поблизу Святилища знаходилися джерело або криниця з «цілющою» водою, приміщення для зберігання жертовних дарів і влаштування бенкетів, житла служителів культу, а також могильники.
Серед типів Святилищ виділяли:
- круглі майданчики-капища з ідолом у центрі, обмежені ровом чи системою окремих ям;
- дерев'яні споруди з ідолом всередині — храми;
- городища-сховища, які водночас призначались для культових потреб і містили окремі культові об'єкти;
- великі культові центри, у яких поєднуються всі типи Святилищ.

За археологічними даними, слов'янські Святилища на території України датуються 7-13 ст. З офіційним прийняттям на Русі-Україні християнства у головних осередках князівської влади язичницькі Святилища були поступово зруйновані чи покинуті, натомість постали культові об'єкти нової віри: хрести, церкви, монастирі. Наприклад, на місці капища на київській Горі ще за Володимира збудували церкву св. Василія. Зазнаючи гонінь, прихильники старої віри відійшли на необжиті і не контрольовані князівською адміністрацією землі, де заснували нові Святилища. У їхній діяльності поряд із збереженням язичницьких ритуалів з'явилися запозичення з обрядів християнської церкви.

### Японія
Синтоїстський храм в Японії, на відміну від церкви чи мечеті, немає головної будівлі для масового прийому вірних та місця для проведення проповідей. В синтоїзмі вважається, що святилище є тимчасовим або постійним домом божества, в якому воно проживає. Мета прочан, що приходять до святилища, — вшанування і поклоніння його божеству.